# Biestrzykowice
Biestrzykowice (niem. Eckersdorf) – wieś w Polsce, w województwie opolskim, w powiecie namysłowskim, w gminie Świerczów.
W latach 1945–1954 siedziba gminy Biestrzykowice.

## Nazwa
W alfabetycznym spisie miejscowości na terenie Śląska wydanym w 1830 roku we Wrocławiu przez Johanna Knie'go miejscowość występuje pod dwiema polskimi nazwami Biestrzykowic i Bierstrzkowice, a także niemiecką Eckersdorf. Spis geograficzno-topograficzny miejscowości leżących w Prusach z 1835 roku, którego autorem jest J. E. Muller notuje polską nazwę miejscowości Bierstrzkowice i niemiecką nazwę Eckersdorf. Wymienia także okoliczne folwarki: Zdąb, Kuźnica, Rozny Wolwark (Nowy Folwark) i młyn o nazwie Rogalsky Młyn (Młyńskie Stawy).
Nazwa miejscowości powstała od starogermańskiego imienia. Początkowa nazwa Biezstryksdorf została spolonizowana do Biestrzykowic, by następnie regermanizować nazwę i utworzyć Eckersdorf.
15 marca 1947 r. ustalono urzędową polską nazwę miejscowości – Biestrzykowice, określając drugi przypadek jako Biestrzykowic, a przymiotnik – biestrzykowicki.

## Zabytki

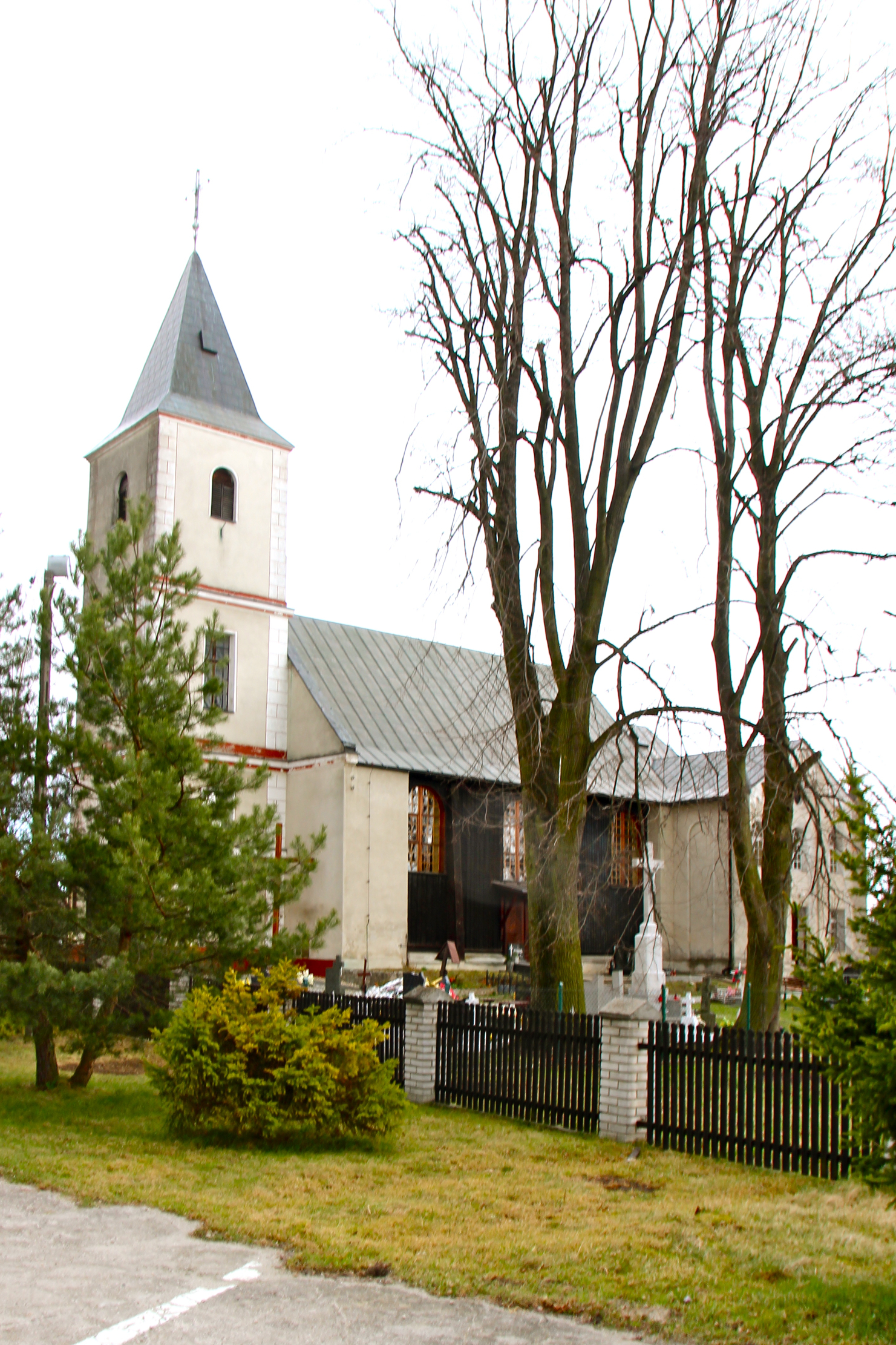
Kościół Wniebowzięcia NMP

Do wojewódzkiego rejestru wpisane są:
- kościół parafialny pw. Wniebowzięcia NMP, drewniany, z 1639 r., wieża murowana 1839 r. Po tragicznym pożarze został odbudowany na początku lat 90. XX wieku. Ocalała większość konstrukcji szkieletowej ścian i niemal cała drewniana oblicówka nawy głównej i prezbiterium. Ogień strawił  ambonę, z XVII wieku. Zabytkowa chrzcielnica z początku XVIII w. ocalała, obecnie w renowacji. W 2012 roku rozpoczęto remont konserwatorski elewacji wieży, przywracający jej wygląd i detale architektoniczne z połowy XIX w.
- zespół pałacowy, z XVIII–XIX w., pocz. XX w.:
  - Pałac w Biestrzykowicach
  - oficyna,
  - stajnia (nie istnieje),
  - park,
  - kuźnia.

## Inne
W miejscowości znajduje się przystanek kolejowy Biestrzykowice.